# Jacques Audiberti
Jacques Séraphin Marie Audiberti (Antibes, 25 de março de 1899 — Paris, 10 de julho de 1965) foi um dramaturgo, poeta e novelista, considerado um dos expoentes do Teatro do Absurdo.

## Biografia
Audiberti nasceu em Antibes, França, filho de Louis Audiberti, um mestre pedreiro e de sua esposa, Victorine. Começou sua carreira no campo da escrita como jornalista, mudando-se para Paris em 1925 para trabalhar como redator para o Le Journal e o Le Petit Parisien. Mais tarde, dedicou-se à escrita teatral e escreveu mais de 20 peças sobre o tema do conflito entre o bem e o mal.
Casou com Élisabeth-Cécile-Amélie Savane em 1926.[carece de fontes?] O casal teve duas ilhas, Jacqueline (nascida em 1926) e Marie-Louise (nascida em 1928). Faleceu em Paris no ano de 1965, com 66 anos de idade, e está sepultado no Cimetière de Pantin, em Pantin, Região de Ile-de-France, França.

## Obras publicadas
Teatro
- Le mal court (1947)
- L'effet Glapion (1959)
- La Fourmi dans le corps (1962)
- Quoat-Quoat
- L'Ampélour
- Les femmes du bœuf

Poesia
- Des Tonnes de semence (1941)
- Toujours (1944)
- Rempart (1953)

Novelas
- Le Maître de Milan (1950)
- Marie Dubois (1952)
- Les jardins et les fleuves (1954)
- Infanticide préconisé (1958)

Outros géneros
- La Poupée, a film scenario adapted from an earlier novel
- Dimanche m'attend, a diary published in (1965)